# La Chute de la maison Usher (Debussy)

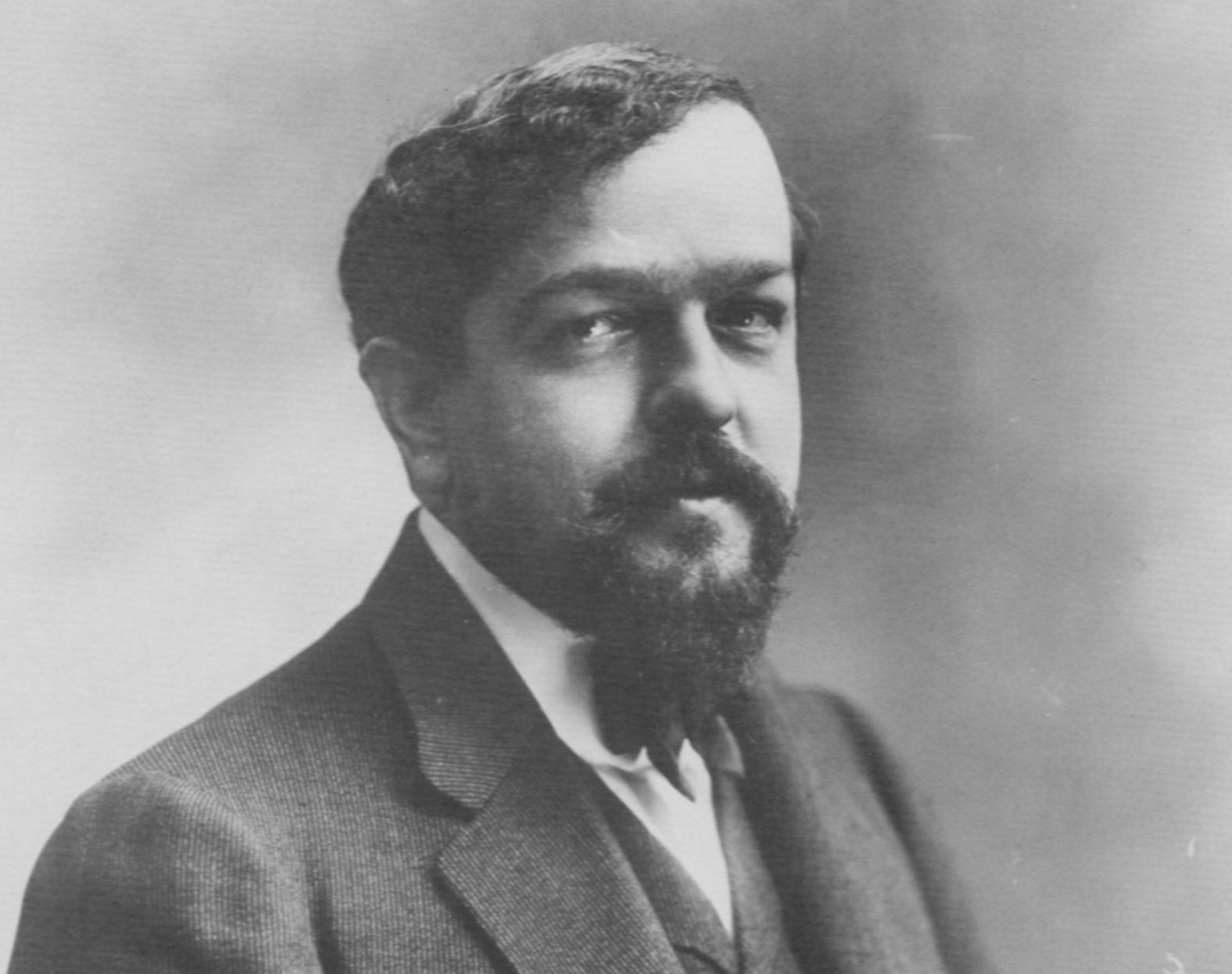
Claude Debussy (1862-1918), compositeur.

Pour les articles homonymes, voir La Chute de la maison Usher.
La Chute de la maison Usher est un opéra inachevé en un acte et deux scènes que Claude Debussy composa sur son propre livret, inspiré de la nouvelle homonyme d'Edgar Allan Poe. Il travailla à sa partition de 1908 à 1917, mais ne l'acheva jamais.

## Composition
Debussy était fasciné depuis longtemps par les nouvelles d'Edgar Allan Poe, que les lecteurs francophones connaissaient grâce aux traductions de Charles Baudelaire. Dès 1890, André Suarès écrivait dans une lettre adressée à Romain Rolland que « Monsieur Claude Debussy […] travaille à une symphonie qui va développer des idées psychologiques fondées sur les nouvelles de Poe, dont La Chute de la maison Usher. » Ce projet n'a pas abouti, mais à la suite du succès de son seul opéra achevé, Pelléas et Mélisande en 1902, Debussy chercha un sujet d'opéra dans Poe. Il travailla d'abord plusieurs années à un opéra inspiré de Poe, la comédie Le Diable dans le beffroi, avant de l'abandonner en 1911 ou en 1912. À la mi-juin 1908, Debussy avait commencé un autre opéra fondé sur un conte sombre de Poe, La Chute de la maison Usher.  Le 18 juin, il écrivit à son ami Jacques Durand : « Tous ces derniers jours, j'ai beaucoup travaillé à La Chute de la Maison Usher […] il y a des moments où je perds le sentiment exact des choses environnantes : et si la sœur de Roderick Usher entrait chez moi, je n'en serais pas extrêmement surpris,. » Le 5 juillet, il signa avec le Metropolitan Opera un contrat qui garantissait à cette maison le droit de présenter la première de son monter le double programme inspiré de Poe et un autre opéra à venir, La légende de Tristan.
En juin 1909, Debussy écrivit qu'il avait presque achevé le monologue de Roderick Usher : « C'est triste à faire pleurer les pierres... car justement, il est question de l'influence qu'ont les pierres sur le moral des neurasthéniques. Ça sent le moisi d'une façon charmante, et ça s'obtient en mélangeant les sons graves du hautbois aux sons harmoniques des violons (B. S. G. D. G.) [Breveté sans garantie du gouvernement],. Debussy avait cru qu'il était sujet à la neurasthénie, mais à cette époque, son docteur diagnostiqua que le compositeur souffrait d'un cancer du côlon, qui allait le tuer. Selon Robert Orledge, « Debussy commença de plus en plus à s'identifier à Roderick Usher, dont les troubles psychiques étaient associés par Poe à l'écroulement de la maison elle-même. » Debussy tenta d'en écrire le livret à trois reprises, et ce n'est qu'une fois satisfait du troisième, qu'il produisit un projet de partition réduite pour la première scène et une partie de la seconde en 1916–1917. Il ne travailla plus à cette œuvre jusqu'à sa mort en 1918.

## Rôles
Il y a quatre personnages : Roderick Usher, son ami, le médecin et Lady Madeline. Debussy attribua les trois rôles masculins à la voix de baryton. Jean-François Thibault écrit :  « On ne sait pas exactement quelle voix de baryton Debussy aurait employée pour ses trois personnages masculins ou si, comme dans Pelléas, il avait gradué ces voix de basse profonde à baryton-basse et à baryton Martin. L'attribution des trois rôles à la même tessiture est significative, car la possibilité est ainsi grande que ces personnages soient trois incarnations d'une même conscience. »

## Synopsis
Roderick Usher est le dernier descendant mâle de sa famille. Il vit dans sa maison ancestrale qui tombe en ruine, avec sa sœur jumelle, Lady Madeline, qui est affligée d'une maladie débilitante, et le docteur qui la soigne. Il demande à son ami (le narrateur dans la nouvelle de Poe) de venir à la maison. Pendant cette visite, on trouve Lady Madeline morte et l'enterre dans une voute sous la maison. L'ami lit un roman de chevalerie à Roderick afin de le réconforter pendant qu'une tempête fait rage. Lorsqu'il arrive au moment fort du conte, Lady Madeline paraît ensanglantée. Ayant été enterrée vivante, elle s'en prend à son frère et le traîne à sa mort. La maison des Usher s'effondre comme l'ami s'échappe sous une lune rouge sang. Debussy suit le conte de Poe, mais met plus d'accent sur les sentiments incestueux de Roderick et fait du docteur un personnage plus important et plus sinistre, qui dispute aussi l'affection de Madeline à Roderick.

## Tentatives de parachèvement
Dans les années 1970, deux musiciens tentèrent de parachever l'opéra pour la scène. La version de Carolyn Abbate (en), orchestrée par Robert Kyr, fut représentée à l'université Yale le 25 février 1977,. La même année, la version parachevée du compositeur chilien Juan Allende-Blin fut diffusée à la radio allemande. Elle fut montée au Staatsoper Unter den Linden le 5 octobre 1979 sous la baguette de Jesús López-Cobos. Le baryton Jean-Philippe Lafont y jouait Roderick Usher ; le soprano Colette Lorand, Lady Madeline ; le ténor Barry McDaniel, le docteur ; et la basse Walter Grönroos, l'ami de Roderick. La version de Blin, d'une durée d'environ 22 minutes, a été enregistrée plus tard par EMI.

## Enregistrements
- La chute de la maison Usher, version parachevée de Juan Allende Blin ; Jean-Philippe Lafont (Roderick Usher), François Le Roux (le médecin), Christine Barbaux (Lady Madeline), Pierre-Yves le Maigat (l'ami), l'Orchestre philharmonique de Monte-Carlo, sous la direction de Georges Prêtre, EMI, 1984.
- Sur l'album de rock progressif Tales of Mystery and Imagination de The Alan Parsons Project, le prélude orchestral de « The Fall of the House of Usher » est en fait, bien que ce ne soit pas indiqué, la musique d'ouverture de La Chute de la maison Usher de Debussy dans une orchestration du membre du groupe et compositeur Andrew Powell. Sorti en 1976, cet album contient donc le tout premier enregistrement d'un morceau de musique de La Chute de la maison Usher.
- Un enregistrement vidéo de l'opéra parachevé par Robert Orledge (y compris un ballet dansé sur le Prélude à l'après-midi d'un faune et Jeux) qui a été monté au Festival de Bregenz de 2006 avec Scott Hendricks (Roderick Usher), Nicholas Cavallier (l'ami), John Graham-Hall (le médecin), Katia Pellegrino (Lady Madeline) et l'Orchestre symphonique de Vienne, est sorti le 26 juin 2007.
- Une autre version, cette fois audio, de la reconstruction par Robert Orledge (couplée avec Le diable dans le beffroi) figure dans le coffret The Edgar Allan Poe Operas. Elle a été enregistrée en décembre 2013 sous la direction de Christoph-Mathias Mueller à la tête du Göttinger Symphonie Orchester.

## Sources
- Amanda Holden (dir.), The New Penguin Opera Guide, New York, Penguin Putnam, 2001,  (ISBN 0-140-29312-4).
- Paul Holmes, Debussy, Omnibus, 1991.
- Robert Orledge, Debussy and the Theatre, CUP, 1982.
- Simon Tresize (dir.), The Cambridge Companion to Debussy, CUP, 2003.
- Jean-François Thibault, John Louis DiGaetani (dir.) et Josef P. Sirefman (dir.), « Debussy's Unfinished American Opera », dans Opera and the Golden West, Fairleigh Dickinson University Press, 1994.